# Vladimír Resl
Vladimír Resl (* 3. března 1953, Liberec) je bývalý československý sáňkař. V závodech dvojic startoval s Jindřichem Zemanem.

## Sportovní kariéra
Na XII. ZOH v Innsbrucku 1976 skončil v závodě jednotlivců na 23. místě a v závodě dvojic na 6. místě. Na XIII. ZOH v Lake Placid 1980 v závodě jednotlivců nebyl klasifikován a v závodě dvojic skončil na 8. místě. Na mistrovství Evropy 1978 ve švédském Hammarstrandu skončil v závodě dvojic na 3. místě.